# Team K
Il Team K (TK, fino ad ottobre 2019 Team Köllensperger) è un partito politico italiano fondato nel 2018 e attivo unicamente nella provincia autonoma di Bolzano.

## Storia

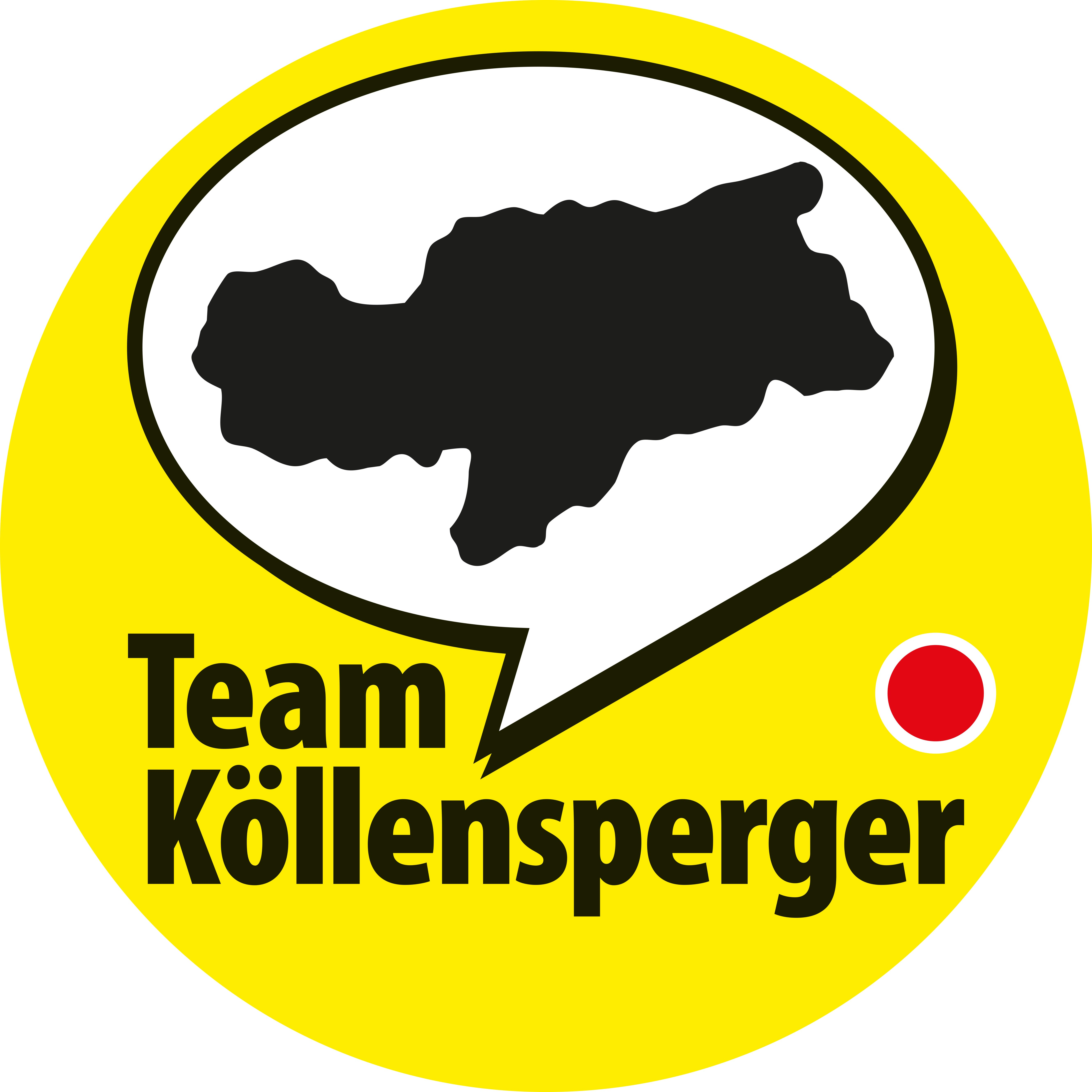
Contrassegno in uso tra 2018 e 2019

Il movimento è stato fondato da Paul Köllensperger, imprenditore nel ramo informatico e unico rappresentante del Movimento 5 Stelle eletto nel consiglio della Provincia autonoma di Bolzano alle elezioni 2013.
In vista della scadenza della legislatura, fissata per l'autunno 2018, Köllensperger ha chiesto ai vertici del partito fondato da Beppe Grillo una maggior autonomia nella scelta delle candidature per il rinnovo del consiglio provinciale altoatesino, segnatamente ammettendo anche soggetti non iscritti alla Piattaforma Rousseau (il sistema di gestione centralizzata del movimento pentastellato), in modo tale da comporre una lista elettoralmente appetibile.
A fronte del rifiuto opposto alle sue richieste, il 10 luglio 2018 Köllensperger annuncia in conferenza stampa l'uscita dal Movimento e la costituzione di una formazione autonoma per correre da capolista alle elezioni provinciali; in essa confluiscono sia soggetti "civici" (talora alla prima esperienza politica), sia esponenti politici "navigati", alcuni dei quali con trascorsi in altri partiti.
Alle elezioni provinciali del 21 ottobre il Team Köllensperger ottiene il 15,2% dei consensi, diventando a sorpresa il secondo partito provinciale alle spalle della SVP; non avendo però italofoni tra i sei consiglieri eletti, si trova de facto escluso dalla possibilità di entrare in giunta, dal momento che la prassi consolidata della politica altoatesina prevede che presidenza e vicepresidenza della provincia vadano ad esponenti di gruppi linguistici diversi.
Ad aprile 2019 il Team intensifica i rapporti con +Europa, aderendo all'Partito dell'Alleanza dei Liberali e dei Democratici per l'Europa e presentando il proprio candidato per le elezioni europee (l'avvocato Renate Holzeisen) nella lista +Europa-Italia in Comune-PDE Italia della circoscrizione nord-est, che tuttavia non supera la soglia di sbarramento nazionale e non elegge eurodeputati.
Il 23 ottobre 2019 è stato ufficializzato il cambio di nome da Team Köllensperger a Team K.
Alle elezioni comunali del 2020, nei comuni superiori della Provincia di Bolzano il Team K ha eletto propri rappresentanti a Bolzano, Bressanone e Brunico, rimanendo invece fuori dal consiglio a Laives. A Merano si presenta nella coalizione a sostegno del sindaco uscente Paul Rösch, unitamente ai Verdi dell'Alto Adige e a La Sinistra; Rösch ottiene una risicata rielezione al ballottaggio, per soli 37 voti. Essendosi però trovato in minoranza nel consiglio comunale (in Alto Adige non è previsto alcun premio di maggioranza), non ottenne la fiducia ed il comune è oggetto di un commissariamento. Alle elezioni anticipate dell'ottobre 2021 il Team K si presentò invece con un proprio candidato sindaco, eleggendo un consigliere.
In vista delle elezioni politiche anticipate del 2022 alla camera, il Team K entra nella coalizione di centro-sinistra, candidando alcuni suoi esponenti nei collegi uninominali; nelle liste plurinominali i candidati vengono invece inseriti in +Europa alla Camera dei deputati, mentre al Senato si presenta con una propria lista. in quelle di Bressanone e Merano. Nessun rappresentante è risultato eletto.
Il 5 aprile 2024 il partito annuncia un accordo con Azione per la candidatura di Köllensperger nella circoscrizione nord-est in vista delle elezioni europee del 2024, con il sostegno del movimento trentino CasaAutonomia. Con oltre 11.000 preferenze Köllensperger si piazza secondo dietro a Carlo Calenda ma la lista non supera la soglia di sbarramento.

## Risultati elettorali

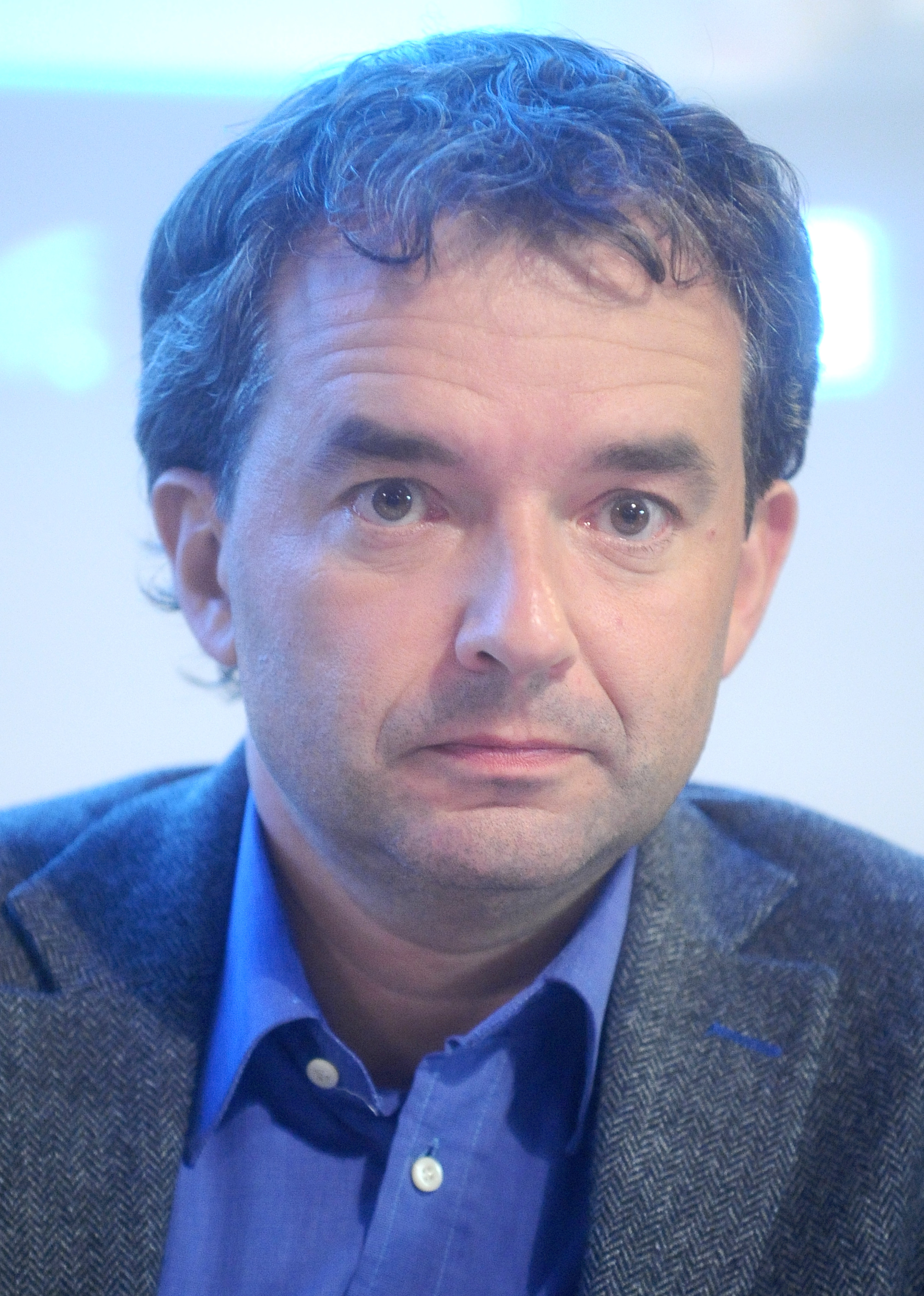
Paul Köllensperger nel 2016

| Elezione         | Elezione         | Voti                      | %                         | Seggi   |
| ---------------- | ---------------- | ------------------------- | ------------------------- | ------- |
| Provinciali 2018 | Provinciali 2018 | 43.315                    | 15,2%                     | 6 / 35  |
| Europee 2019     | Europee 2019     | In +Europa                | In +Europa                | 0 / 76  |
| Politiche 2022   | Camera           | N.D.                      | N.D.                      | 0 / 400 |
| Politiche 2022   | Senato (TAA)     | 11 157                    | 2,22%                     | 0 / 200 |
| Provinciali 2023 | Provinciali 2023 | 31 201                    | 11,1%                     | 4 / 35  |
| Europee 2024     | Europee 2024     | In Azione - Siamo Europei | In Azione - Siamo Europei | 0 / 76  |